# Moșoaia
Moșoaia est une commune du județ d'Argeș en Roumanie.